# Solenopsis geminata
Solenopsis geminata (tropische vuurmier, ook bekend als de tabaks-mier) is een mierensoort uit de onderfamilie van de Myrmicinae. De wetenschappelijke naam van de soort is voor het eerst geldig gepubliceerd in 1804 door Fabricius.

## Verspreiding
Solenopsis geminata is inheems in Centraal- en Zuid-Amerika, inclusief de Caraïbische eilanden. Wereldwijd heeft hij zich als invasieve soort verspreid, zelfs meer nog dan Solenopsis invicta (rode vuurmier).

## Invasieve uitheemse soort
Sinds augustus 2022 staat deze soort op de lijst van invasieve exoten die zorgwekkend zijn voor de Europese Unie. Dit betekent dat deze soort niet langer in de Europese Unie mag worden ingevoerd, vervoerd, gecommercialiseerd, gekweekt, gebruikt, uitgewisseld of vrijgelaten in de natuur. Bovendien mogen deze soorten niet langer worden gehouden, uitgezonderd in het geval van gezelschapsdieren die werden verworven tot 1 jaar na de opname van de soort op de Unielijst. Deze laatste mogen tot het einde van hun leven bij hun eigenaar blijven, op voorwaarde dat ze niet kunnen ontsnappen en zich niet kunnen voortplanten. 
Hoewel het houden van mieren als huisdier de laatste jaren aan populariteit toeneemt, is het houden van deze soort tegenwoordig verboden in de Europese Unie.